# عبد الله أباد (سراب)
عبد الله أباد هي قرية في مقاطعة سراب، إيران. عدد سكان هذه القرية هو 78 في سنة 2006.